# Алфред Билиоти
Алфред Билиоти (на английски: Alfred Biliotti, на италиански: Alfred Biliotti) е британски дипломат, генерален консул в Солун от 1899 до 1903 година, един от най-видните британски дипломати от края на XIX век. Билиоти е и археолог, извършил важни разкопки на остров Родос и Източен Анадол. Билиоти става кавалер на ордена на Свети Михаил и Свети Георги през октомври 1898 година. Докладите на Билиоти, на леко развален английски, се смятат за важен извор за историята, антропологията и археологията.

## Биография
Билиоти е левантински италианец, който минава на британска служба. Служи като вицеконсул на Родос. Прави разкопки в Камирос (1858–1865) и Ялисос (1868–1870). От 1873 година е в Трапезунд. Прави разкопки в Сатала (1874) и Чиришли тепе (1883). По-късно е консул в Ханя, Крит, като службата му там съвпада с гръцките революционни движения от 1889, 1895 и 1897 година. От 1899 до 1903 година е генерален консул в Солун. В 1903 година е заместен от Робърт Грейвс. Билиоти умира в 1915 година.